# Sandro Mariátegui Chiappe
Pour les autres membres de la famille, voir famille Chiappe.
Sandro Tiziano Mariátegui Chiappe (né le 9 décembre 1921 à Rome – mort le 28 septembre 2013 à Lima) est un homme d'État péruvien. Il a été Premier ministre du Pérou et ministre des Affaires étrangères du 10 avril 1984 au 12 octobre 1984. Il est le fils de José Carlos Mariátegui et d'Anna Chiappe.